# Abdallah ben Moutaïb Al Rachid
 (avril 2024).
Si vous disposez d'ouvrages ou d'articles de référence ou si vous connaissez des sites web de qualité traitant du thème abordé ici, merci de compléter l'article en donnant les références utiles à sa vérifiabilité et en les liant à la section « Notes et références ».
Abdallah ben Moutaïb Al Rachid (ou Abdallah Ben Mot’eb Ben Abdel Aziz) est le onzième émir de Haïl de la dynastie Al Rachid.

## Biographie
Il est émir de Haïl à partir de 1920. En avril 1921, les troupes d’Ibn Saoud assiègent la ville, il propose de négocier mais Ibn Saoud souhaite sa reddition complète. Le siège continue et la population le remplace par Mohammad Ben Talal.